# رواد المجهول
رواية رواد المجهول هي إحدى القصص القصيرة للكاتب المغربي أحمد عبد السلام البقالي، نُشرت ضمن مجموعته قصص من المغرب عام 1950، وتُعد من أوائل النصوص التي تناولت الصراع بين الجيل المحافظ والجيل الجديد في سياق اجتماعي وثقافي مغربي تحت وطأة الاستعمار

## أحداث الرواية
تدور أحداث رواية رواد المجهول حول الشاب حسن، أحد تلاميذ المسيد في مدينة أصيلا، الذي يصطدم برفض المجتمع المحافظ ممثلًا في الفقيه سي الغزواني بسبب مظهره العصري المثمتل مثلا في ارتداء الملابس الحديثة واستخدام الكولونيا، مما أدى إلى عقابه بشدة وإهانته علنًا. في أعقاب ذلك، قرر حسن الهروب في رحلة من أصيلا إلى طنجة ثم إلى أمريكا، في مسعى للتخلص من قيود المجتمع والانفتاح على عالم جديد أكثر حرية وتقبّلًا. الرواية تسلط الضوء على الصراع بين التقاليد والحداثة، وتجسد رغبة الجيل الجديد في التحرر من السلطة التقليدية والتطلع إلى مستقبل أكثر إشراقًا 

## شخصيات الرواية
- حسن :شاب مثقف وطموح، يمثل الجيل الجديد الساعي للانفتاح على العالم.يعاني من التسلط والتقليدية، ويتعرض لعقاب قاس بسبب مظاهره العصرية.يقرر الهروب نحو مستقبل أكثر حرية، في رحلة تتسم بالرمزية والتحول الشخصي.
- الفقيه سي الغزواني رمز للسلطة الدينية والتقاليد المحافظة.يرفض مظاهر الحداثة ويعتبرها مفسدة لأخلاق التلاميذ.
- يُجسد مقاومة المجتمع التقليدي للتغيير.
- رفاق حسن مجموعة من التلاميذ الذين يتشاركون مع حسن الطموح والانفتاح على الثقافة الحديثة.يشكلون جماعة رمزية تسعى للتحرر من قيود المسيد والسلطة الدينية.

## أسلوب الرواية
يتسم أسلوب رواية رواد المجهول لأحمد عبد السلام البقالي بالبساطة الظاهرية والعمق الرمزي، حيث يوظف الكاتب تقنيات سردية متعددة مثل التشبيه والوصف الفني لإبراز الصراع بين جيلين في المجتمع المغربي خلال فترة الاستعمار. يعتمد النص على تصوير دقيق للمواقف والمشاعر، ويستخدم الصور الفنية والتشبيهات ليس للزينة، بل كوسيلة للتأثير النفسي في القارئ وتحفيزه على اتخاذ موقف من الواقع الاجتماعي. كما يتميز الأسلوب بنزعة نقدية تجاه التقاليد المتحجرة، ويُظهر انحيازًا واضحًا للقيم الحديثة التي يمثلها الشباب، مما يمنح الرواية طابعًا تحريضيًا وتأمليًا في آنٍ واحد.

## النقد والاستقبال
رواية «رواد المجهول» للكاتب المغربي أحمد عبد السلام لقيت تفاعلاً نقدياً اعتبرها بعض الدارسين تجربة مميزة في الأدب المغربي الحديث، حيث أشادوا بقدرتها على المزج بين البعدين الرمزي والواقعي في تصوير المغامرة الإنسانية ومساءلة المجهول، إضافة إلى لغتها المكثفة وإيقاعها السردي الذي يجمع بين البعد الشعري والتصعيد الدرامي. في المقابل، أشار بعض النقاد إلى ميل النص نحو التجريد على حساب تطور الأحداث والشخصيات، وهو ما قد يحد من تلقيها الجماهيري، غير أن الرواية وُصفت في مجملها بكونها إضافة نوعية للمسار القصصي المغربي وإسهاماً في إضفاء بعد فلسفي على القصة القصيرة.